# Never Trust a Hippy
(NOFX - Everything In Moderation (Especially Moderation) - Never Trust a Hippy)
Never Trust a Hippy è un EP pubblicato dalla punk rock band NOFX nel 2006. Il disco, uscito il 4 marzo, precede il loro album Wolves in Wolves' Clothing.
Il titolo di copertina è stato fatto dal artwork dei Sex Pistols Jamie Reid.

## Tracce
1. Seeing Double At The Triple Rock  – 2:09 mp3
2. The Marxist Brothers  – 2:47
3. Golden Boys  – 2:47 (The Germs cover)
4. You're Wrong  – 2:06
5. Everything In Moderation (Especially Moderation)  – 1:23
6. I'm Going To Hell For This One  – 1:53

## Formazione
- Fat Mike - basso e voce
- El Hefe - chitarra e voce
- Eric Melvin - chitarra
- Erik Sandin - batteria